# Dewoitine D.510
Le Dewoitine D.510 fut le dernier chasseur utilisé par l'armée de l'air française à train fixe et cockpit ouvert.
Son étude, sur des spécifications du ministère de l'Air, fut réalisée par Émile Dewoitine et commença en 1930 par le D.500 et se poursuivit en 1932 par le D.501. Dans la série des D.500, les Dewoitine D.501 et D.510 furent équipés d'un canon logé dans le moyeu de l'hélice.

## Historique[1]

### Programme
Le programme C1 ou programme de chasseur monoplace de 1930 est destiné au remplacement des avions Nieuport-Delage NiD.62. Le Service technique de l'aéronautique (STAé) réclame un chasseur capable de voler à plus de 350 km/h, doté d'un train d'atterrissage fixe et d'un cockpit ouvert. Cette dernière demande est censée favoriser la visibilité au combat, mais paraît déjà désuète.
Émile Dewoitine, à la tête de la Société aéronautique française (SAF), a débuté la conception d’un monoplan de chasse à aile cantilever de construction entièrement métallique, le D.38. Le prototype constamment amélioré est désigné D.50, D.50bis, puis D.500 pour participer à l’appel d’offre du programme C1. Il est en compétition avec dix concurrents, les A.N.F. Les Mureaux 170, Bernard 260, Blériot-SPAD S.510, Gourdou-Leseurre 482, Hanriot-Biche 110, Loire 43, Morane-Saulnier 325, Nieuport-Delage 121, Nieuport-Delage 122 et Wibault 313. Seul le Bernard 260 semble faire de l'ombre au D.500, mais la faillite de sa société empêche tout développement.
Le premier vol du prototype no 01 a lieu à Toulouse le 18 juin 1932, piloté par Marcel Doret.
Le Dewoitine s'impose par ses qualités de vol, sa vitesse et sa structure intégralement métallique à revêtement travaillant. L'avion est techniquement bien né et ne fait l'objet d'aucune modification profonde. Le radiateur est agrandi pour favoriser le refroidissement du moteur, des masselottes sont placés sur les ailerons pour empêcher les phénomènes de flottement et une hélice bipale en bois est installée. Le pilote dispose d'une planche de bord complète avec une quinzaine d'instruments, un inhalateur d'oxygène et un pré-équipement radio.

### Caractéristiques techniques
Le D.500 no 48 construit au printemps 1934 est équipé d’un moteur 12Ycrs de 860 ch, d'une hélice tripale métallique Ratier à pas ajustable au sol et d'un nouveau radiateur plus puissant. Cet avion bénéficie pour la production en série d'un équipement radio. Le premier vol a lieu le 14 août 1934 aux mains de Marcel Doret et le nouveau Dewoitine D.510 devient le premier avion militaire français à dépasser les 400 km/h. 
Il hérite du D.501 un canon-moteur, un moteur à cylindres en V équipé dans le moyeu d'un canon Hispano-Suiza HS-9 et deux mitrailleuses MAC (Manufacture d'Armes de Châtellerault) de calibre 7,5 mm installées dans les ailes.
Un total de 120 D.510 est construit par les sociétés Dewoitine et Lioré et Olivier, dont 30 exemplaires sont exportés. 

### Armée de l'air
Le Dewoitine D. 510 entre en service en novembre 1936, un an après le Dewoitine D.500. Si ce dernier fait sensation à son apparition en 1932, il est rapidement dépassé par l'évolution des techniques entre 1934 et 1936. Les hélices à pas variable en vol, les cockpits fermés, les trains d'atterrissage rétractables et les ailes à forte charge alaire deviennent alors la norme pour gagner en vitesse.

#### 1937, le meeting de Zürich, une désillusion
L'armée de l'air envoie une délégation au meeting de Zürich, en juillet 1937, avec ses meilleurs chasseurs, les D.500, 501 et 510. L'épreuve du circuit des Alpes est une débâcle. Le Messerschmitt Bf109V8 vole à une moyenne de 388 km/h, les Avia B.534 de 370 à 360 km/h, le bombardier Dornier Do 17M V1 de 368 km/h et le meilleur français de 321 km/h... L'évènement est vécu comme une humiliation par les aviateurs, certains généraux dans le déni parlent d'une "hallucination collective" de leur part.

Le meilleur chasseur français, en service depuis à peine deux ans, se révèle pourtant incapable de rattraper (et d'intercepter..) les chasseurs et même  les bombardiers allemands, voire les avions des puissances secondaires.

Le Messerschmitt Bf 109 souligne le retard technique et les lenteurs de l'aviation française. Cet avion, issu d'un concours de juin 1934, est en service en 1937.

#### Unités de combat
Les D.510 sont mis en service en novembre 1936 au GC II/1, suivi du GC I/1. Le GC II/1 réalise une croisière de trois mois en Afrique du Nord, qui débute le 29 octobre 1937. Ce voyage permet de tester le D. 510 en conditions coloniales et d'en céder des exemplaires le 15 janvier 1938 au groupe d’aviation légère de Sidi-Ahmed, rebaptisé 5e GAA (groupe aérien autonome). L’escadrille 3/8 (futur GC II/8) est équipée en juillet 1938 . Le GC II/1 transfère à l’Aéronautique navale 15 D.510, qui forment à Cuers le 1er décembre 1939 l'escadrille AC3. Ces unités reçoivent une production totale de quatre-dix-vingt exemplaires.
Ces avions sont retirés progressivement de la première ligne à l'arrivée des Morane-Saulnier MS 406 en octobre 1939 puis des Bloch 152 en novembre 1939. Ils sont affectés dès lors à des unités de seconde ligne ou d'entraînement, sous le terme d'avions de « transition ». 
Les ERC (Escadrille Régionale de Chasse) sont créées à la mobilisation en août 1939 et composées de réservistes. L’ERC 571 d’Alger et l’ERC 573 sont équipées en novembre 1939, puis agrégées le 15 mai 1940 dans le GC III/4, sur la base de Casablanca. 

#### Unités d'entraînement
À mesure de la livraison des nouveaux modèles d'avions à l'Armée de l'air, les D.510 sont affectés à l’instruction. Ils servent aux jeunes recrues de transition avant leur avion d’arme. L'école principale d'Avord en est équipée. Le 10 mai 1940, neuf avions ont été pris en compte. Le 20 mai, l’école d’Avord replie un mélange de 10 D.500 et D.510 à La Rochelle.
L'escadrille de chasse AC3 verse ses avions au cours de chasse à Saint-Raphaël, quand elle reçoit sa nouvelle dotation de Bloch 151 à la mi-avril 1940. 

#### L'armistice
Sur les 57 Dewoitine D.510 en service le 10 mai 1940, seule une trentaine sont présents dans les décomptes effectués par l'armée française après l'armistice. Les autres ont été soit accidentés, soit abandonnés. Les exemplaires saisis par l'armée allemande sont mis à la ferraille. Les avions aux mains de l'armée française sont stockés puis détruits.
Le GC III/4, dernier utilisateur des D. 510, est dissout le 25 août 1940.

### Chine
Vingt-quatre D.510c sont livrés à la République de Chine entre février et juin 1938.

## Production et exportations
Au total, cette série fut construite à 381 exemplaires. Les exportations furent, par ordre chronologique, les suivantes : 
- 1935 : 2 D.510J vendus au Japon
- 1935 : 3 D.510V vendus au Venezuela
- 1936 : 1 D.510A vendu au Royaume-Uni
- 1936 : 2 D.510TH vendus à l'Espagne
- 1936 : 1 D.510R vendu à l'URSS
- 1937 : 14 D.501L vendus à la Lituanie
- 1937 : 24 D.510C vendus à la Chine

## Galerie d'images
| Dewoitine D.501 de l'escadrille SPA 153. |  | L'exemplaire britannique, un D.510A, aux essais à Martlesham Down, en octobre 1936. |

| L'un des prototypes de la série D.510, modifié pour le Premier Groupe de Chasse, GC I/1. |  | Dewoitine D.510TH au service des FARE (Guerre d'Espagne, 1936-1939). |